# Balewko
Balewko – osada w Polsce położona w województwie pomorskim, w powiecie sztumskim, w gminie Mikołajki Pomorskie.
W latach 1975–1998 miejscowość administracyjnie należała do województwa elbląskiego.